# Fred Hansen
Frederick Morgan Hansen, detto Fred (Cuero, 29 gennaio 1940), è un ex astista statunitense.

## Biografia
Fred Hansen si comincia a segnalare in campo statunitense saltando m. 4,57 nel 1961, l'anno successivo alle Olimpiadi di Roma dove Don Bragg aveva vinto la medaglia d'oro con m. 4,80. L'anno successivo si porta a m. 4,73, ma è nel 1963 che si comincia a segnalare in ambito mondiale saltando m. 4,90 ad Austin (USA) il 6 aprile dello stesso anno.
Nel 1964 inizia una progressione inarrestabile che lo porta in vertice al mondo, dominato allora dal primatista mondiale John Pennel con 5,20 ottenuto nel 1963. 
Dapprima Hansen sale a m. 5,20 il 5 giugno del 1964, poi il 13 giugno sale per la prima volta oltre il limite mondiale saltando m. 5,23 per passare l'asticella a m. 5,28 a Los Angeles il 25 luglio.
Sempre nel 1964 conquista il titolo di campione statunitense con m. 5,18 e passa indenne i Trial americani per la selezione olimpica, dove gli basta un m. 5,03 per vincere la gara.
Alle Olimpiadi di Tokyo 1964, deve battersi a sorpresa non con l'ex primatista mondiale Pennel, che si piazza solo 11° con m. 4,70, ma con i tre europei tedeschi Wolfgang Reinhardt, Klaus Lehnertz, e Manfred Preussger che passano i 5 metri tenendogli testa. Reinhardt sale fino a m. 5,05 migliorando il proprio record personale ed il record europeo, ma a m. 5,10 deve arrendersi e lasciare a Fred Hansen la medaglia d'oro con il nuovo record olimpico, migliorato di 30 cm rispetto a quello precedente.
Dopo la vittoria olimpica, Fred Hansen si ritira dallo sport attivo.

## Palmarès
| Anno | Manifestazione | Sede  | Evento           | Risultato | Misura | Note            |
| ---- | -------------- | ----- | ---------------- | --------- | ------ | --------------- |
| 1964 | Olimpiadi      | Tokyo | Salto con l'asta | Oro       | 5,10 m | Record olimpico |